# Воля-Мальована
Воля-Мальована (пол. Wola Malowana) — село в Польщі, у гміні Кодромб Радомщанського повіту Лодзинського воєводства.
Населення — 297 осіб (2011).
У 1975-1998 роках село належало до Пйотрковського воєводства.

## Демографія
Демографічна структура станом на 31 березня 2011 року:
|          | Загалом | Допрацездатний вік | Працездатний вік | Постпрацездатний вік |
| -------- | ------- | ------------------ | ---------------- | -------------------- |
| Чоловіки | 147     | 33                 | 95               | 19                   |
| Жінки    | 150     | 32                 | 79               | 39                   |
| Разом    | 297     | 65                 | 174              | 58                   |